# Superliga Brasileira de Voleibol Masculino de 2013 - Série B
A Superliga Brasileira de Voleibol Masculino de 2013 - Série B foi a segunda edição desta competição organizada pela Confederação Brasileira de Voleibol através da Unidade de Competições Nacionais. Trata-se da segunda divisão do Campeonato Brasileiro de Voleibol, a principal competição entre clubes de voleibol masculino do Brasil. Participaram do torneio oito equipes provenientes de seis estados brasileiros: São Paulo, Rio de Janeiro, Minas Gerais, Paraná, Santa Catarina e Goiás. O Montecristo sagrou-se campeão do torneio.

## Regulamento
A fase classificatória foi composta de oito times divididos em dois grupos, A e B. Foi disputada em formato de Grand Prix, que consistirá de oito etapas, sendo quatro do grupo A e os outros quatro do grupo B. Cada equipe foi sediante em uma etapa e visitante nas outras três. As equipes somaram pontos corridos dentro de seus respectivos grupos. O primeiro e o segundo colocados de cada grupo classificaram-se para a fase seguinte.
O sistema de pontuação adotado nesta fase foi o mesmo utilizado na Série A: caso o placar seja de 3 sets a 0 ou 3 a 1, são concedidos três pontos para o vencedor e nenhum para o perdedor; se for 3-2, dois pontos para o vencedor e um para o perdedor. O não comparecimento (W.O.) leva a perda de dois pontos.
Nas semifinais as equipes classificadas na primeira fase se enfrentaram em cruzamento olímpico em uma série melhor de três. Os vencedores de cada série se classificaram para a final do torneio, que foi disputada em jogo único com mando da equipe de melhor colocação na fase classificatória. A classificação de 3ª a 8ª colocação se deu baseada no índice técnico da fase classificatória. O campeão do torneio garantiu vaga na Série A 2013/2014.

## Equipes participantes
Equipes que disputam a Série B 2013:
| Equipe                      | Cidade              | Última participação | Colocação |
| --------------------------- | ------------------- | ------------------- | --------- |
| Alfa/Montecristo            | Goiânia             | estreante           | -         |
| APROV/UNOESC/PMC            | Chapecó             | estreante           | -         |
| Brasil                      | Saquarema           | estreante           | -         |
| Climed/Atibaia              | Atibaia             | B 2012              | 6º        |
| Foz do Iguaçu               | Foz do Iguaçu       | 2007/2008           | 15º       |
| Olympico/Mart Minas/Up Time | Belo Horizonte      | estreante           | -         |
| São Caetano                 | São Caetano do Sul  | 2010/2011           | 15º       |
| São José dos Campos         | São José dos Campos | estreante           | -         |

## Primeira fase
- Vitória por 3 sets a 0 ou 3 a 1: 3 pontos para o vencedor;
- Vitória por 3 sets a 2: 2 pontos para o vencedor e 1 ponto para o perdedor.
- Não comparecimento, a equipe perde 2 pontos.
- Em caso de igualdade por pontos, os seguintes critérios servem como desempate: número de vitórias, média de sets e média de pontos.

|  |                                           |
|  | Equipes classificadas para as semifinais. |

### Grupo A
|     |               |     | Jogos | Jogos | Jogos | Sets | Sets | Sets  | Pontos | Pontos | Pontos |
| Pos | Equipe        | Pts | T     | V     | D     | V    | P    | R     | V      | P      | R      |
| --- | ------------- | --- | ----- | ----- | ----- | ---- | ---- | ----- | ------ | ------ | ------ |
| 1   | Montecristo   | 32  | 12    | 11    | 1     | 34   | 9    | 3.778 | 1055   | 936    | 1.127  |
| 2   | AE Atibaia    | 22  | 12    | 7     | 5     | 26   | 19   | 1.368 | 1040   | 1004   | 1.036  |
| 3   | APROV Chapecó | 14  | 12    | 5     | 7     | 18   | 26   | 0.692 | 955    | 1013   | 0.943  |
| 4   | Brasil Sub-19 | 4   | 12    | 1     | 11    | 10   | 34   | 0.294 | 955    | 1052   | 0.908  |

### Grupo B
|     |                  |     | Jogos | Jogos | Jogos | Sets | Sets | Sets  | Pontos | Pontos | Pontos |
| Pos | Equipe           | Pts | T     | V     | D     | V    | P    | R     | V      | P      | R      |
| --- | ---------------- | --- | ----- | ----- | ----- | ---- | ---- | ----- | ------ | ------ | ------ |
| 1   | Escola do Corpo  | 33  | 12    | 11    | 1     | 33   | 6    | 5.500 | 974    | 806    | 1.208  |
| 2   | Olympico Club    | 24  | 12    | 8     | 4     | 25   | 14   | 1.786 | 936    | 857    | 1.092  |
| 3   | PM Foz do Iguaçu | 8   | 12    | 3     | 9     | 11   | 30   | 0.367 | 866    | 997    | 0.869  |
| 4   | AA São Caetano   | 7   | 12    | 2     | 10    | 12   | 31   | 0.387 | 914    | 1030   | 0.887  |

## Playoffs
|  | Semifinais | Semifinais      | Semifinais | Semifinais | Semifinais | Semifinais |  |    | Final       | Final | Final |
|  |            |                 |            |            |            |            |  |    |             |       |       |
|  | A1         | Montecristo     | 2          | 3          | 3          |            |  |    |             |       |       |
|  | B2         | Olympico Club   | 0          | 2          | 1          |            |  |    |             |       |       |
|  |            |                 |            |            |            |            |  | A1 | Montecristo | 3     |       |
|  |            | A2              | AE Atibaia | 1          |            |            |  |    |             |       |       |
|  | B1         | Escola do Corpo | 1          | 3          | 0          | 2          |  |    |             |       |       |
|  | A2         | AE Atibaia      | 2          | 1          | 3          | 3          |  |    |             |       |       |

## Campeão
| Superliga Brasileira de Voleibol Masculino de 2013 - Série B |
| ------------------------------------------------------------ |
| Montecristo Campeão (1º título)                              |